# Muttergottes vom Berg Philermos

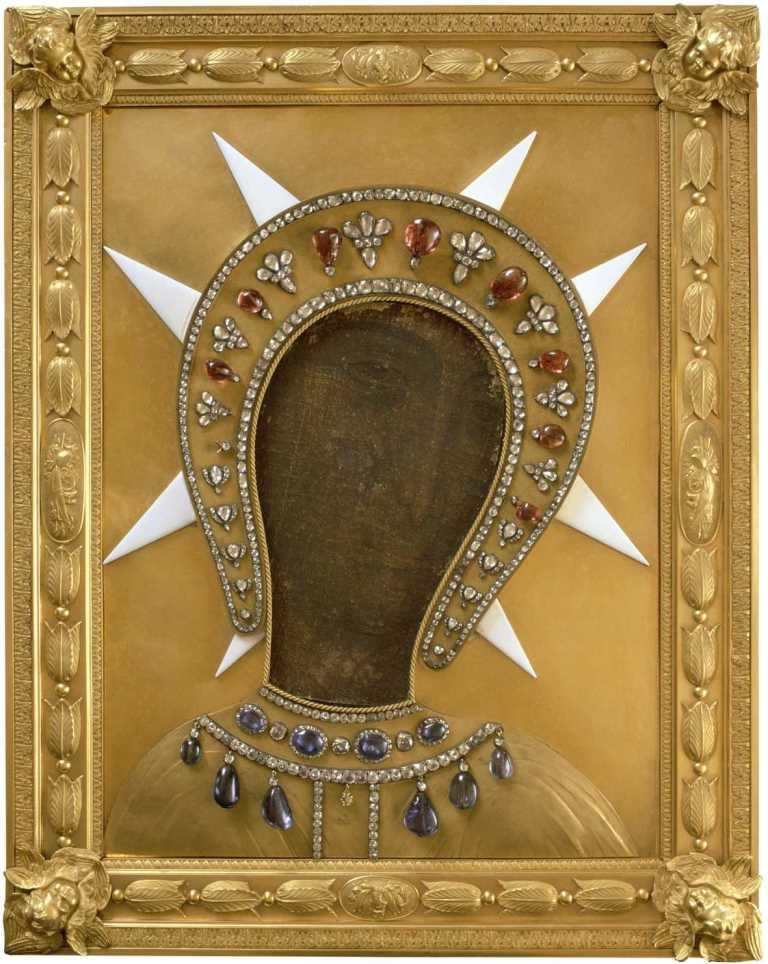
Ikone der Muttergottes vom Berg Philermos

Die Muttergottes vom Berg Philermos (auch Phileremos) ist eine Marienikone, die wahrscheinlich um 1200 im byzantinischen Raum gemalt wurde und in der Georgskapelle auf dem Berg Philermos auf Rhodos verehrt wurde. Die Miniaturen um die Ikone herum zeigen Szenen aus der Ordensgeschichte. Seit die Ritter des Johanniterordens nach der Vertreibung aus dem Heiligen Land 1309 die Insel Rhodos eroberten, verehren sie die Rhodos-Ikone als ihr Gnadenbild – zwischen 1490 und 1522 im Ordenshaus auf dem Berg Philermos.

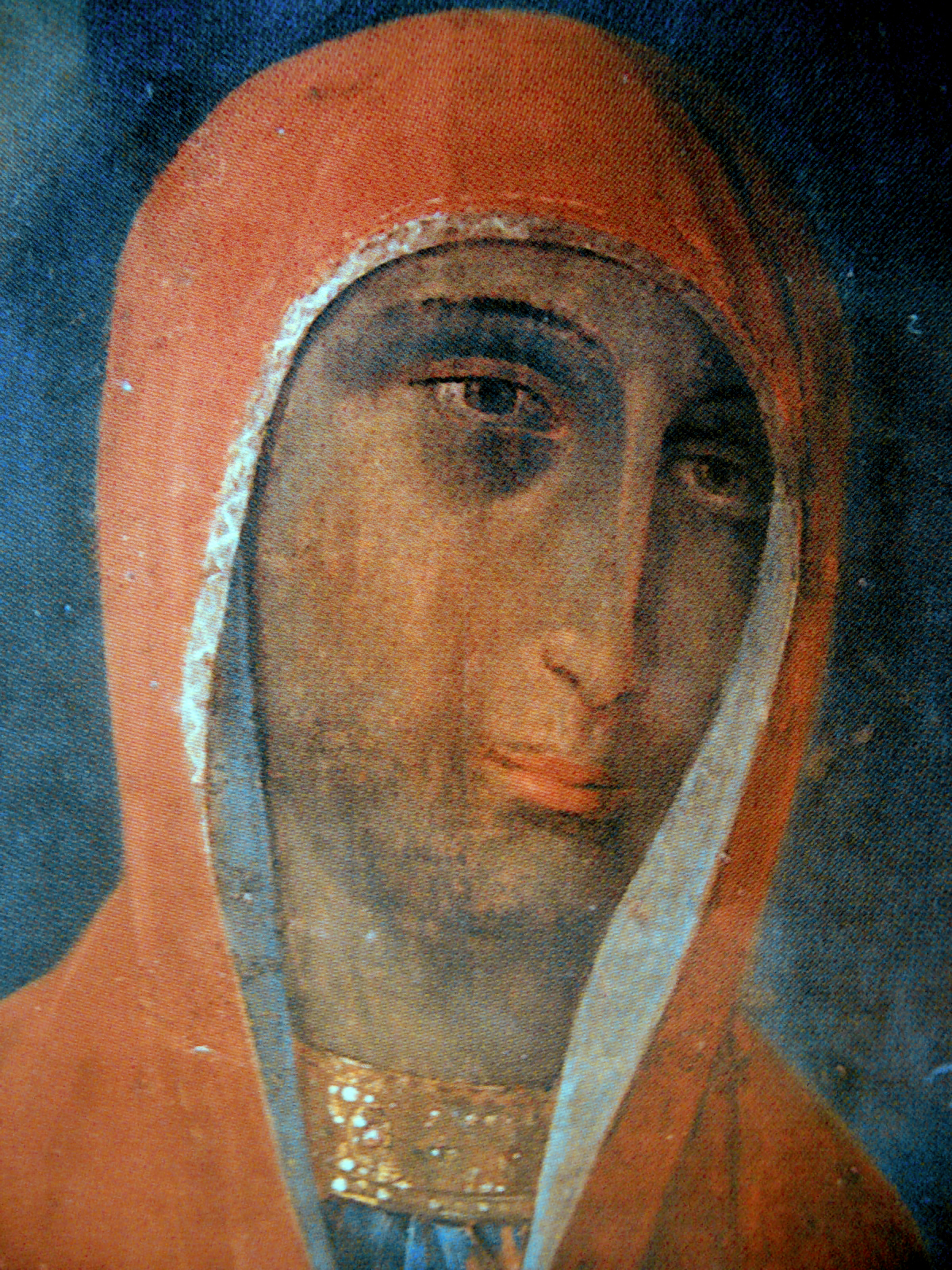
Muttergottes vom Berg Philermos. Russische Kopie von ca. 1850 in Assisi, Italien.

Im Jahr 1523 wurde der Orden durch die Osmanen von der Insel Rhodos vertrieben und verlegte 1530 seinen Sitz nach Malta. Dorthin überführten sie auch die Ikone als eines der Heiligtümer des Ordens, der sich von nun an Malteserorden nannte. Die Ikone wurde zuerst in der Kirche St. Laurentius in Birgu aufgestellt (bis 1571), bis 1798 in der Maria-vom-Siege-Kirche in Valletta bzw. in der Kathedrale Sankt Johannes.
Als Napoleon 1798 die Insel eroberte und der Orden erneut eine neue Heimat suchen musste, wurde der russische Zar Paul I. zum Großmeister des Malteserordens proklamiert und die Ikone mit anderen Malteser Reliquien 1799 nach Sankt Petersburg überführt, wo sie bis zur Oktoberrevolution verblieb. 1917 wurde sie von zaristischen Offizieren der Mutter des Zaren Nikolaus II., der Kaiserinwitwe Maria Feodorovna, nach Dänemark (Kopenhagen, Villa Vidor) gebracht. Von dort gelangte sie später in den montenegrinischen Königspalast von Cetinje. Seit den Wirren des Zweiten Weltkrieges galt sie als verschollen.
Die Ikone wurde 1978 in einem Kloster in Montenegro wiederentdeckt. Sie befindet sich heute im Nationalmuseum von Montenegro in der alten Hauptstadt Cetinje.
Im Jahr 2000 fertigte der Ikonenmaler Makarius Tauc für den Malteserorden eine Kopie der Ikone, die heute in der Kapelle der Ordenskommende Ehreshoven in Deutschland hängt.